# 대서양대구

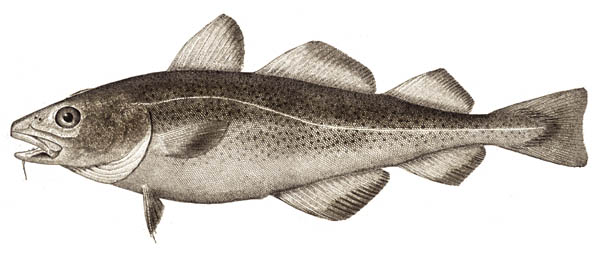

대서양대구(Gadus morhua, Atlantic cod)는 대구과에 속하는 물고기이며 인간에 의해 널리 소비된다. 건조시킨 대구는 염을 하지 않은 건대구 및 염대구로 준비된다.
기록된 가장 큰 개체는 1.5미터 길이, 무게는 47킬로그램에 이르지만 보통은 60~120센티미터 길이, 몸무게는 최대 40킬로그램이다. 암컷과 수컷 모두 크기와 몸무게는 비슷하다.
수명은 25년이며 보통 2~4세 사이에 성적으로 성숙하지만 북동부 북극의 대구는 완전히 성숙하는데 8년이 소요될 수 있다. 색은 갈색이나 녹색이며 등쪽 부분에 점들이 있고 배는 은색이다. 측선의 줄무늬가 눈에 띈다.